# الشقيقة (بيشة)
الشقيقة هي إحدى قُرى محافظة بيشة في الجنوب الغربي وتتبع منطقة عسير في المملكة العربية السعودية.

## الموقع
تقع قرية الشقيقة شمال محافظة بيشة. تتبع القرية مركز النقيع.

## المرافق
يوجد في قرية الشقيقة جامع قبيلة بني سعد، ومدرسة ابتدائية للبنات تسمي ابتدائية الشقيقة الثانية للبنات، ومدرسة تسمي متوسطة وثانوية الشقيقة.